# Julius Cäsar von Nayhauß-Cormons
Julius Cäsar Nikolaus Joseph Leopold Graf von Nayhauß-Cormons, kurz auch Julius von Nayhauß (* 3. August 1821 auf Schloss Bladen, Landkreis Leobschütz, Provinz Schlesien; † 5. Mai 1908 in Warmbrunn, Landkreis Hirschberg im Riesengebirge, Provinz Schlesien), war Rittergutsbesitzer, Offizier und Mitglied des Deutschen Reichstags.

## Leben
Julius von Nayhauß-Cormons wurde erst zuhause und später im Königlichen Kadetten-Haus in Berlin erzogen. 1838 trat er in die Armee als Fähnrich im 23. Infanterie-Regiment ein, 1840 wurde er zum Offizier ernannt. 1846 wurde er zum 2. Leib-Husaren-Regiment versetzt. 1848 war er an der Niederschlagung von Aufständen in der Provinz Posen beteiligt, u. a. beim Gefecht von Xions. Von 1849 bis 1851 war er Regimentsadjutant, 1853 wurde er zum Premier-Lieutenant ernannt. Zwischen 1851 und 1859 war er Landwehr-Escadronführer und nahm dann als Rittmeister seinen Abschied.
Er war Amtsvorsteher und Mitglied des Kreistages sowie des Kreisausschusses. Nayhauß war Landesältester der Schweidnitz-Jauer’schen Fürstentumslandschaft, Ehrenritter des Malteserordens, Besitzer der Rittergüter Bladen mit Leopoldsmüh im Kreis Leobschütz, Niederbaumgarten und Hohen-Petersdorf mit Neu-Petersdorf im Kreis Bolkenhain.
Von 1873 bis 1893 war er Mitglied des Preußischen Abgeordnetenhauses und von 1874 bis 1887 des Deutschen Reichstags für den Wahlkreis Regierungsbezirk Oppeln 9 (Leobschütz) und das Zentrum.
Er war der Vater von Stanislaus Maria Julius Ferdinand Klemens Franz Karl Graf von Nayhauß-Cormons und Großvater des Journalisten und Kolumnisten Mainhardt Maria Stani Julius-Cäsar Eduard Franciscus Hubertus Graf von Nayhauß-Cormons.